# Tour de l'Avenir 2016
Le Tour de l'Avenir 2016 est la 53e édition du Tour de l'Avenir, une compétition cycliste sur route ouverte aux coureurs espoirs de moins de 23 ans. La course a lieu du 20 au 27 août 2016 entre Le Puy-en-Velay et le col de la Croix de Fer en Savoie. Le Tour qui comporte sept étapes en ligne et un contre-la-montre, est l'avant dernière manche de la Coupe des Nations espoirs.

## Présentation

### Parcours
Le parcours de la 53e édition du Tour de l'Avenir a été présenté mardi 7 juin au Parc des oiseaux de Villars-les-Dombes. Au programme en 2016, 3 étapes de plaine, un contre-la-montre individuel et 4 étapes de montagne avec une arrivée finale au col de la Croix-de-Fer.

### Équipes
| Équipes nationales (23)- Grande-Bretagne espoirs - Australie espoirs - Colombie espoirs - Danemark espoirs - Espagne espoirs - France espoirs - Allemagne espoirs - Italie espoirs - Pays-Bas espoirs - Norvège espoirs - Russie espoirs - Slovénie espoirs - États-Unis espoirs - Suisse espoirs - Pologne espoirs - Luxembourg espoirs - Japon espoirs - Tchéquie espoirs - Belgique espoirs - Autriche espoirs - Afrique du Sud espoirs - Kazakhstan espoirs - Maroc espoirs Unknown team category- Mixed men's U23 UCI |
| |

## Étapes
| Étape     | Date    | Villes étapes                                    | type                        | Distance (km) | Vainqueur d'étape       | Leader du classement général |
| --------- | ------- | ------------------------------------------------ | --------------------------- | ------------- | ----------------------- | ---------------------------- |
| 1re étape | 20 août | Le Puy-en-Velay – Veauche                        | étape de plaine             | 137,7         | Vincenzo Albanese       | Vincenzo Albanese            |
| 2e étape  | 21 août | Montrond-les-Bains – Trévoux                     | étape de plaine             | 156,6         | Amund Grøndahl Jansen   | Amund Grøndahl Jansen        |
| 3e étape  | 22 août | Bourg-en-Bresse – Autun                          | étape vallonnée             | 171,4         | Kristoffer Halvorsen    | Amund Grøndahl Jansen        |
| 4e étape  | 23 août | Lugny – Lugny                                    | contre-la-montre individuel | 16,5          | Adrien Costa            | Amund Grøndahl Jansen        |
| 5e étape  | 24 août | Scionzier – Les Carroz d'Arâches                 | étape de moyenne montagne   | 97,8          | Jhon Anderson Rodríguez | Nico Denz                    |
| 6e étape  | 25 août | Saint-Gervais-les-Bains – Tignes                 | étape de montagne           | 123,6         | David Gaudu             | Jhon Anderson Rodríguez      |
| 7e étape  | 26 août | Val-d'Isère – Valmeinier                         | étape de montagne           | 121,1         | Nick Schultz            | David Gaudu                  |
| 8e étape  | 27 août | Saint-Michel-de-Maurienne – Saint-Sorlin-d'Arves | étape de montagne           | 72            | Neilson Powless         | David Gaudu                  |

## Déroulement de la course

### 1reétape
| \| Classement de l'étape \| Classement de l'étape \| Classement de l'étape \| Classement de l'étape \| Classement de l'étape \| \| Coureur \| Coureur \| Pays \| Équipe \| Temps \| \| --------------------- \| --------------------- \| --------------------- \| ----------------------- \| --------------------- \| \| 1er \| Vincenzo Albanese \| Italie \| Italie espoirs \| 3 h 01 min 09 s \| \| 2e \| Amund Grøndahl Jansen \| Norvège \| Norvège espoirs \| + 0 s \| \| 3e \| Nathan Van Hooydonck \| Belgique \| Belgique espoirs \| + 0 s \| \| 4e \| Tao Geoghegan Hart \| Royaume-Uni \| Grande-Bretagne espoirs \| + 0 s \| \| 5e \| Jan Tschernoster \| Allemagne \| Allemagne espoirs \| + 4 s \| \| 6e \| Pascal Ackermann \| Allemagne \| Allemagne espoirs \| + 50 s \| \| 7e \| Kristoffer Halvorsen \| Norvège \| Norvège espoirs \| + 50 s \| \| 8e \| Iván García Cortina \| Espagne \| Espagne espoirs \| + 50 s \| \| 9e \| Nico Denz \| Allemagne \| Allemagne espoirs \| + 50 s \| \| 10e \| Joris Nieuwenhuis \| Pays-Bas \| Pays-Bas espoirs \| + 50 s \| |                       |             |                         |                 |
| |                       |             |                         |                 |
| Source : ProCyclingStats |                       |             |                         |                 |
| Classement de l'étape |                       |             |                         |                 |
| Coureur | Coureur               | Pays        | Équipe                  | Temps           |
| 1er | Vincenzo Albanese     | Italie      | Italie espoirs          | 3 h 01 min 09 s |
| 2e | Amund Grøndahl Jansen | Norvège     | Norvège espoirs         | + 0 s           |
| 3e | Nathan Van Hooydonck  | Belgique    | Belgique espoirs        | + 0 s           |
| 4e | Tao Geoghegan Hart    | Royaume-Uni | Grande-Bretagne espoirs | + 0 s           |
| 5e | Jan Tschernoster      | Allemagne   | Allemagne espoirs       | + 4 s           |
| 6e | Pascal Ackermann      | Allemagne   | Allemagne espoirs       | + 50 s          |
| 7e | Kristoffer Halvorsen  | Norvège     | Norvège espoirs         | + 50 s          |
| 8e | Iván García Cortina   | Espagne     | Espagne espoirs         | + 50 s          |
| 9e | Nico Denz             | Allemagne   | Allemagne espoirs       | + 50 s          |
| 10e | Joris Nieuwenhuis     | Pays-Bas    | Pays-Bas espoirs        | + 50 s          |

| \| Classement général \| Classement général \| Classement général \| Classement général \| Classement général \| \| Coureur \| Coureur \| Pays \| Équipe \| Temps \| \| ------------------ \| --------------------- \| ------------------ \| ----------------------- \| ------------------ \| \| 1er \| Vincenzo Albanese \| Italie \| Italie espoirs \| 3 h 01 min 09 s \| \| 2e \| Amund Grøndahl Jansen \| Norvège \| Norvège espoirs \| + 0 s \| \| 3e \| Nathan Van Hooydonck \| Belgique \| Belgique espoirs \| + 0 s \| \| 4e \| Tao Geoghegan Hart \| Royaume-Uni \| Grande-Bretagne espoirs \| + 0 s \| \| 5e \| Jan Tschernoster \| Allemagne \| Allemagne espoirs \| + 4 s \| \| 6e \| Pascal Ackermann \| Allemagne \| Allemagne espoirs \| + 50 s \| \| 7e \| Kristoffer Halvorsen \| Norvège \| Norvège espoirs \| + 50 s \| \| 8e \| Iván García Cortina \| Espagne \| Espagne espoirs \| + 50 s \| \| 9e \| Nico Denz \| Allemagne \| Allemagne espoirs \| + 50 s \| \| 10e \| Joris Nieuwenhuis \| Pays-Bas \| Pays-Bas espoirs \| + 50 s \| |                       |             |                         |                 |
| |                       |             |                         |                 |
| Source : ProCyclingStats |                       |             |                         |                 |
| Classement général |                       |             |                         |                 |
| Coureur | Coureur               | Pays        | Équipe                  | Temps           |
| 1er | Vincenzo Albanese     | Italie      | Italie espoirs          | 3 h 01 min 09 s |
| 2e | Amund Grøndahl Jansen | Norvège     | Norvège espoirs         | + 0 s           |
| 3e | Nathan Van Hooydonck  | Belgique    | Belgique espoirs        | + 0 s           |
| 4e | Tao Geoghegan Hart    | Royaume-Uni | Grande-Bretagne espoirs | + 0 s           |
| 5e | Jan Tschernoster      | Allemagne   | Allemagne espoirs       | + 4 s           |
| 6e | Pascal Ackermann      | Allemagne   | Allemagne espoirs       | + 50 s          |
| 7e | Kristoffer Halvorsen  | Norvège     | Norvège espoirs         | + 50 s          |
| 8e | Iván García Cortina   | Espagne     | Espagne espoirs         | + 50 s          |
| 9e | Nico Denz             | Allemagne   | Allemagne espoirs       | + 50 s          |
| 10e | Joris Nieuwenhuis     | Pays-Bas    | Pays-Bas espoirs        | + 50 s          |

### 2eétape
| \| Classement de l'étape \| Classement de l'étape \| Classement de l'étape \| Classement de l'étape \| Classement de l'étape \| \| Coureur \| Coureur \| Pays \| Équipe \| Temps \| \| --------------------- \| ------------------------- \| --------------------- \| ----------------------- \| --------------------- \| \| 1er \| Amund Grøndahl Jansen \| Norvège \| Norvège espoirs \| 3 h 31 min 20 s \| \| 2e \| Jonathan Dibben \| Royaume-Uni \| Grande-Bretagne espoirs \| + 0 s \| \| 3e \| Nico Denz \| Allemagne \| Allemagne espoirs \| + 1 s \| \| 4e \| Kristoffer Halvorsen \| Norvège \| Norvège espoirs \| + 2 min 48 s \| \| 5e \| Pascal Ackermann \| Allemagne \| Allemagne espoirs \| + 2 min 48 s \| \| 6e \| Michael Carbel Svendgaard \| Danemark \| Danemark espoirs \| + 2 min 48 s \| \| 7e \| Iván García Cortina \| Espagne \| Espagne espoirs \| + 2 min 48 s \| \| 8e \| Przemysław Kasperkiewicz \| Pologne \| Pologne espoirs \| + 2 min 48 s \| \| 9e \| Vincenzo Albanese \| Italie \| Italie espoirs \| + 2 min 48 s \| \| 10e \| Patryk Stosz \| Pologne \| Pologne espoirs \| + 2 min 48 s \| |                           |             |                         |                 |
| |                           |             |                         |                 |
| Source : ProCyclingStats |                           |             |                         |                 |
| Classement de l'étape |                           |             |                         |                 |
| Coureur | Coureur                   | Pays        | Équipe                  | Temps           |
| 1er | Amund Grøndahl Jansen     | Norvège     | Norvège espoirs         | 3 h 31 min 20 s |
| 2e | Jonathan Dibben           | Royaume-Uni | Grande-Bretagne espoirs | + 0 s           |
| 3e | Nico Denz                 | Allemagne   | Allemagne espoirs       | + 1 s           |
| 4e | Kristoffer Halvorsen      | Norvège     | Norvège espoirs         | + 2 min 48 s    |
| 5e | Pascal Ackermann          | Allemagne   | Allemagne espoirs       | + 2 min 48 s    |
| 6e | Michael Carbel Svendgaard | Danemark    | Danemark espoirs        | + 2 min 48 s    |
| 7e | Iván García Cortina       | Espagne     | Espagne espoirs         | + 2 min 48 s    |
| 8e | Przemysław Kasperkiewicz  | Pologne     | Pologne espoirs         | + 2 min 48 s    |
| 9e | Vincenzo Albanese         | Italie      | Italie espoirs          | + 2 min 48 s    |
| 10e | Patryk Stosz              | Pologne     | Pologne espoirs         | + 2 min 48 s    |

| \| Classement général \| Classement général \| Classement général \| Classement général \| Classement général \| \| Coureur \| Coureur \| Pays \| Équipe \| Temps \| \| ------------------ \| --------------------- \| ------------------ \| ----------------------- \| ------------------ \| \| 1er \| Amund Grøndahl Jansen \| Norvège \| Norvège espoirs \| 6 h 32 min 29 s \| \| 2e \| Nico Denz \| Allemagne \| Allemagne espoirs \| + 1 min 01 s \| \| 3e \| Jonathan Dibben \| Royaume-Uni \| Grande-Bretagne espoirs \| + 2 min 07 s \| \| 4e \| Vincenzo Albanese \| Italie \| Italie espoirs \| + 2 min 48 s \| \| 5e \| Tao Geoghegan Hart \| Royaume-Uni \| Grande-Bretagne espoirs \| + 2 min 48 s \| \| 6e \| Nathan Van Hooydonck \| Belgique \| Belgique espoirs \| + 2 min 48 s \| \| 7e \| Jan Tschernoster \| Allemagne \| Allemagne espoirs \| + 2 min 52 s \| \| 8e \| Kristoffer Halvorsen \| Norvège \| Norvège espoirs \| + 3 min 38 s \| \| 9e \| Pascal Ackermann \| Allemagne \| Allemagne espoirs \| + 3 min 38 s \| \| 10e \| Iván García Cortina \| Espagne \| Espagne espoirs \| + 3 min 38 s \| |                       |             |                         |                 |
| |                       |             |                         |                 |
| Source : ProCyclingStats |                       |             |                         |                 |
| Classement général |                       |             |                         |                 |
| Coureur | Coureur               | Pays        | Équipe                  | Temps           |
| 1er | Amund Grøndahl Jansen | Norvège     | Norvège espoirs         | 6 h 32 min 29 s |
| 2e | Nico Denz             | Allemagne   | Allemagne espoirs       | + 1 min 01 s    |
| 3e | Jonathan Dibben       | Royaume-Uni | Grande-Bretagne espoirs | + 2 min 07 s    |
| 4e | Vincenzo Albanese     | Italie      | Italie espoirs          | + 2 min 48 s    |
| 5e | Tao Geoghegan Hart    | Royaume-Uni | Grande-Bretagne espoirs | + 2 min 48 s    |
| 6e | Nathan Van Hooydonck  | Belgique    | Belgique espoirs        | + 2 min 48 s    |
| 7e | Jan Tschernoster      | Allemagne   | Allemagne espoirs       | + 2 min 52 s    |
| 8e | Kristoffer Halvorsen  | Norvège     | Norvège espoirs         | + 3 min 38 s    |
| 9e | Pascal Ackermann      | Allemagne   | Allemagne espoirs       | + 3 min 38 s    |
| 10e | Iván García Cortina   | Espagne     | Espagne espoirs         | + 3 min 38 s    |

### 3eétape
| \| Classement de l'étape \| Classement de l'étape \| Classement de l'étape \| Classement de l'étape \| Classement de l'étape \| \| Coureur \| Coureur \| Pays \| Équipe \| Temps \| \| --------------------- \| ------------------------- \| --------------------- \| ---------------------------------- \| --------------------- \| \| 1er \| Kristoffer Halvorsen \| Norvège \| Norvège espoirs \| 4 h 17 min 09 s \| \| 2e \| Vincenzo Albanese \| Italie \| Italie espoirs \| + 0 s \| \| 3e \| Jonathan Dibben \| Royaume-Uni \| Grande-Bretagne espoirs \| + 0 s \| \| 4e \| Michael Carbel Svendgaard \| Danemark \| Danemark espoirs \| + 0 s \| \| 5e \| Gašper Katrašnik \| Slovénie \| Slovénie espoirs \| + 0 s \| \| 6e \| Joris Nieuwenhuis \| Pays-Bas \| Pays-Bas espoirs \| + 0 s \| \| 7e \| Wilmar Paredes \| Colombie \| Colombie espoirs \| + 0 s \| \| 8e \| Michał Paluta \| Pologne \| Pologne espoirs \| + 0 s \| \| 9e \| Christofer Jurado \| Panama \| Centre mondial du cyclisme féminin \| + 0 s \| \| 10e \| Iván García Cortina \| Espagne \| Espagne espoirs \| + 0 s \| |                           |             |                                    |                 |
| |                           |             |                                    |                 |
| Source : ProCyclingStats |                           |             |                                    |                 |
| Classement de l'étape |                           |             |                                    |                 |
| Coureur | Coureur                   | Pays        | Équipe                             | Temps           |
| 1er | Kristoffer Halvorsen      | Norvège     | Norvège espoirs                    | 4 h 17 min 09 s |
| 2e | Vincenzo Albanese         | Italie      | Italie espoirs                     | + 0 s           |
| 3e | Jonathan Dibben           | Royaume-Uni | Grande-Bretagne espoirs            | + 0 s           |
| 4e | Michael Carbel Svendgaard | Danemark    | Danemark espoirs                   | + 0 s           |
| 5e | Gašper Katrašnik          | Slovénie    | Slovénie espoirs                   | + 0 s           |
| 6e | Joris Nieuwenhuis         | Pays-Bas    | Pays-Bas espoirs                   | + 0 s           |
| 7e | Wilmar Paredes            | Colombie    | Colombie espoirs                   | + 0 s           |
| 8e | Michał Paluta             | Pologne     | Pologne espoirs                    | + 0 s           |
| 9e | Christofer Jurado         | Panama      | Centre mondial du cyclisme féminin | + 0 s           |
| 10e | Iván García Cortina       | Espagne     | Espagne espoirs                    | + 0 s           |

| \| Classement général \| Classement général \| Classement général \| Classement général \| Classement général \| \| Coureur \| Coureur \| Pays \| Équipe \| Temps \| \| ------------------ \| --------------------- \| ------------------ \| ----------------------- \| ------------------ \| \| 1er \| Amund Grøndahl Jansen \| Norvège \| Norvège espoirs \| 10 h 49 min 38 s \| \| 2e \| Nico Denz \| Allemagne \| Allemagne espoirs \| + 1 min 01 s \| \| 3e \| Jonathan Dibben \| Royaume-Uni \| Grande-Bretagne espoirs \| + 2 min 07 s \| \| 4e \| Vincenzo Albanese \| Italie \| Italie espoirs \| + 2 min 42 s \| \| 5e \| Tao Geoghegan Hart \| Royaume-Uni \| Grande-Bretagne espoirs \| + 2 min 42 s \| \| 6e \| Nathan Van Hooydonck \| Belgique \| Belgique espoirs \| + 2 min 42 s \| \| 7e \| Jan Tschernoster \| Allemagne \| Allemagne espoirs \| + 2 min 52 s \| \| 8e \| Kristoffer Halvorsen \| Norvège \| Norvège espoirs \| + 3 min 38 s \| \| 9e \| Iván García Cortina \| Espagne \| Espagne espoirs \| + 3 min 38 s \| \| 10e \| Gašper Katrašnik \| Slovénie \| Slovénie espoirs \| + 3 min 38 s \| |                       |             |                         |                  |
| |                       |             |                         |                  |
| Source : ProCyclingStats |                       |             |                         |                  |
| Classement général |                       |             |                         |                  |
| Coureur | Coureur               | Pays        | Équipe                  | Temps            |
| 1er | Amund Grøndahl Jansen | Norvège     | Norvège espoirs         | 10 h 49 min 38 s |
| 2e | Nico Denz             | Allemagne   | Allemagne espoirs       | + 1 min 01 s     |
| 3e | Jonathan Dibben       | Royaume-Uni | Grande-Bretagne espoirs | + 2 min 07 s     |
| 4e | Vincenzo Albanese     | Italie      | Italie espoirs          | + 2 min 42 s     |
| 5e | Tao Geoghegan Hart    | Royaume-Uni | Grande-Bretagne espoirs | + 2 min 42 s     |
| 6e | Nathan Van Hooydonck  | Belgique    | Belgique espoirs        | + 2 min 42 s     |
| 7e | Jan Tschernoster      | Allemagne   | Allemagne espoirs       | + 2 min 52 s     |
| 8e | Kristoffer Halvorsen  | Norvège     | Norvège espoirs         | + 3 min 38 s     |
| 9e | Iván García Cortina   | Espagne     | Espagne espoirs         | + 3 min 38 s     |
| 10e | Gašper Katrašnik      | Slovénie    | Slovénie espoirs        | + 3 min 38 s     |

### 4eétape
| \| Classement de l'étape \| Classement de l'étape \| Classement de l'étape \| Classement de l'étape \| Classement de l'étape \| \| Coureur \| Coureur \| Pays \| Équipe \| Temps \| \| --------------------- \| --------------------- \| --------------------- \| ----------------------- \| --------------------- \| \| 1er \| Adrien Costa \| États-Unis \| États-Unis espoirs \| 21 min 14 s \| \| 2e \| Neilson Powless \| États-Unis \| États-Unis espoirs \| + 2 s \| \| 3e \| Jonathan Dibben \| Royaume-Uni \| Grande-Bretagne espoirs \| + 7 s \| \| 4e \| Mads Würtz Schmidt \| Danemark \| Danemark espoirs \| + 8 s \| \| 5e \| Lennard Kämna \| Allemagne \| Allemagne espoirs \| + 9 s \| \| 6e \| Daniel Martínez \| Colombie \| Colombie espoirs \| + 11 s \| \| 7e \| Filippo Ganna \| Italie \| Italie espoirs \| + 15 s \| \| 8e \| Maximilian Schachmann \| Allemagne \| Allemagne espoirs \| + 15 s \| \| 9e \| William Barta \| États-Unis \| États-Unis espoirs \| + 18 s \| \| 10e \| Geoffrey Curran \| États-Unis \| États-Unis espoirs \| + 21 s \| |                       |             |                         |             |
| |                       |             |                         |             |
| Source : ProCyclingStats |                       |             |                         |             |
| Classement de l'étape |                       |             |                         |             |
| Coureur | Coureur               | Pays        | Équipe                  | Temps       |
| 1er | Adrien Costa          | États-Unis  | États-Unis espoirs      | 21 min 14 s |
| 2e | Neilson Powless       | États-Unis  | États-Unis espoirs      | + 2 s       |
| 3e | Jonathan Dibben       | Royaume-Uni | Grande-Bretagne espoirs | + 7 s       |
| 4e | Mads Würtz Schmidt    | Danemark    | Danemark espoirs        | + 8 s       |
| 5e | Lennard Kämna         | Allemagne   | Allemagne espoirs       | + 9 s       |
| 6e | Daniel Martínez       | Colombie    | Colombie espoirs        | + 11 s      |
| 7e | Filippo Ganna         | Italie      | Italie espoirs          | + 15 s      |
| 8e | Maximilian Schachmann | Allemagne   | Allemagne espoirs       | + 15 s      |
| 9e | William Barta         | États-Unis  | États-Unis espoirs      | + 18 s      |
| 10e | Geoffrey Curran       | États-Unis  | États-Unis espoirs      | + 21 s      |

| \| Classement général \| Classement général \| Classement général \| Classement général \| Classement général \| \| Coureur \| Coureur \| Pays \| Équipe \| Temps \| \| ------------------ \| --------------------- \| ------------------ \| ----------------------- \| ------------------ \| \| 1er \| Amund Grøndahl Jansen \| Norvège \| Norvège espoirs \| 11 h 11 min 46 s \| \| 2e \| Nico Denz \| Allemagne \| Allemagne espoirs \| + 41 s \| \| 3e \| Jonathan Dibben \| Royaume-Uni \| Grande-Bretagne espoirs \| + 1 min 20 s \| \| 4e \| Nathan Van Hooydonck \| Belgique \| Belgique espoirs \| + 2 min 21 s \| \| 5e \| Tao Geoghegan Hart \| Royaume-Uni \| Grande-Bretagne espoirs \| + 2 min 21 s \| \| 6e \| Jan Tschernoster \| Allemagne \| Allemagne espoirs \| + 2 min 51 s \| \| 7e \| Adrien Costa \| États-Unis \| États-Unis espoirs \| + 2 min 54 s \| \| 8e \| Neilson Powless \| États-Unis \| États-Unis espoirs \| + 2 min 56 s \| \| 9e \| Vincenzo Albanese \| Italie \| Italie espoirs \| + 3 min 02 s \| \| 10e \| Lennard Kämna \| Allemagne \| Allemagne espoirs \| + 3 min 03 s \| |                       |             |                         |                  |
| |                       |             |                         |                  |
| Source : ProCyclingStats |                       |             |                         |                  |
| Classement général |                       |             |                         |                  |
| Coureur | Coureur               | Pays        | Équipe                  | Temps            |
| 1er | Amund Grøndahl Jansen | Norvège     | Norvège espoirs         | 11 h 11 min 46 s |
| 2e | Nico Denz             | Allemagne   | Allemagne espoirs       | + 41 s           |
| 3e | Jonathan Dibben       | Royaume-Uni | Grande-Bretagne espoirs | + 1 min 20 s     |
| 4e | Nathan Van Hooydonck  | Belgique    | Belgique espoirs        | + 2 min 21 s     |
| 5e | Tao Geoghegan Hart    | Royaume-Uni | Grande-Bretagne espoirs | + 2 min 21 s     |
| 6e | Jan Tschernoster      | Allemagne   | Allemagne espoirs       | + 2 min 51 s     |
| 7e | Adrien Costa          | États-Unis  | États-Unis espoirs      | + 2 min 54 s     |
| 8e | Neilson Powless       | États-Unis  | États-Unis espoirs      | + 2 min 56 s     |
| 9e | Vincenzo Albanese     | Italie      | Italie espoirs          | + 3 min 02 s     |
| 10e | Lennard Kämna         | Allemagne   | Allemagne espoirs       | + 3 min 03 s     |

### 5eétape
| \| Classement de l'étape \| Classement de l'étape \| Classement de l'étape \| Classement de l'étape \| Classement de l'étape \| \| Coureur \| Coureur \| Pays \| Équipe \| Temps \| \| --------------------- \| ----------------------- \| --------------------- \| ----------------------- \| --------------------- \| \| 1er \| Jhon Anderson Rodríguez \| Colombie \| Colombie espoirs \| 2 h 15 min 31 s \| \| 2e \| Michael Storer \| Australie \| Australie espoirs \| + 0 s \| \| 3e \| Pavel Sivakov \| Russie \| Russie espoirs \| + 4 s \| \| 4e \| Aleksandr Vlasov \| Russie \| Russie espoirs \| + 18 s \| \| 5e \| Alex Aranburu \| Espagne \| Espagne espoirs \| + 22 s \| \| 6e \| Aurélien Paret-Peintre \| France \| France espoirs \| + 23 s \| \| 7e \| David Gaudu \| France \| France espoirs \| + 29 s \| \| 8e \| Neilson Powless \| États-Unis \| États-Unis espoirs \| + 29 s \| \| 9e \| Nick Schultz \| Australie \| Australie espoirs \| + 29 s \| \| 10e \| Tao Geoghegan Hart \| Royaume-Uni \| Grande-Bretagne espoirs \| + 29 s \| |                         |             |                         |                 |
| |                         |             |                         |                 |
| Source : ProCyclingStats |                         |             |                         |                 |
| Classement de l'étape |                         |             |                         |                 |
| Coureur | Coureur                 | Pays        | Équipe                  | Temps           |
| 1er | Jhon Anderson Rodríguez | Colombie    | Colombie espoirs        | 2 h 15 min 31 s |
| 2e | Michael Storer          | Australie   | Australie espoirs       | + 0 s           |
| 3e | Pavel Sivakov           | Russie      | Russie espoirs          | + 4 s           |
| 4e | Aleksandr Vlasov        | Russie      | Russie espoirs          | + 18 s          |
| 5e | Alex Aranburu           | Espagne     | Espagne espoirs         | + 22 s          |
| 6e | Aurélien Paret-Peintre  | France      | France espoirs          | + 23 s          |
| 7e | David Gaudu             | France      | France espoirs          | + 29 s          |
| 8e | Neilson Powless         | États-Unis  | États-Unis espoirs      | + 29 s          |
| 9e | Nick Schultz            | Australie   | Australie espoirs       | + 29 s          |
| 10e | Tao Geoghegan Hart      | Royaume-Uni | Grande-Bretagne espoirs | + 29 s          |

| \| Classement général \| Classement général \| Classement général \| Classement général \| Classement général \| \| Coureur \| Coureur \| Pays \| Équipe \| Temps \| \| ------------------ \| ----------------------- \| ------------------ \| ----------------------- \| ------------------ \| \| 1er \| Nico Denz \| Allemagne \| Allemagne espoirs \| 13 h 28 min 27 s \| \| 2e \| Nathan Van Hooydonck \| Belgique \| Belgique espoirs \| + 1 min 40 s \| \| 3e \| Tao Geoghegan Hart \| Royaume-Uni \| Grande-Bretagne espoirs \| + 1 min 40 s \| \| 4e \| Michael Storer \| Australie \| Australie espoirs \| + 2 min 05 s \| \| 5e \| Jan Tschernoster \| Allemagne \| Allemagne espoirs \| + 2 min 10 s \| \| 6e \| Adrien Costa \| États-Unis \| États-Unis espoirs \| + 2 min 13 s \| \| 7e \| Neilson Powless \| États-Unis \| États-Unis espoirs \| + 2 min 15 s \| \| 8e \| Lennard Kämna \| Allemagne \| Allemagne espoirs \| + 2 min 22 s \| \| 9e \| Jhon Anderson Rodríguez \| Colombie \| Colombie espoirs \| + 2 min 23 s \| \| 10e \| Daniel Martínez \| Colombie \| Colombie espoirs \| + 2 min 24 s \| |                         |             |                         |                  |
| |                         |             |                         |                  |
| Source : ProCyclingStats |                         |             |                         |                  |
| Classement général |                         |             |                         |                  |
| Coureur | Coureur                 | Pays        | Équipe                  | Temps            |
| 1er | Nico Denz               | Allemagne   | Allemagne espoirs       | 13 h 28 min 27 s |
| 2e | Nathan Van Hooydonck    | Belgique    | Belgique espoirs        | + 1 min 40 s     |
| 3e | Tao Geoghegan Hart      | Royaume-Uni | Grande-Bretagne espoirs | + 1 min 40 s     |
| 4e | Michael Storer          | Australie   | Australie espoirs       | + 2 min 05 s     |
| 5e | Jan Tschernoster        | Allemagne   | Allemagne espoirs       | + 2 min 10 s     |
| 6e | Adrien Costa            | États-Unis  | États-Unis espoirs      | + 2 min 13 s     |
| 7e | Neilson Powless         | États-Unis  | États-Unis espoirs      | + 2 min 15 s     |
| 8e | Lennard Kämna           | Allemagne   | Allemagne espoirs       | + 2 min 22 s     |
| 9e | Jhon Anderson Rodríguez | Colombie    | Colombie espoirs        | + 2 min 23 s     |
| 10e | Daniel Martínez         | Colombie    | Colombie espoirs        | + 2 min 24 s     |

### 6eétape
| \| Classement de l'étape \| Classement de l'étape \| Classement de l'étape \| Classement de l'étape \| Classement de l'étape \| \| Coureur \| Coureur \| Pays \| Équipe \| Temps \| \| --------------------- \| ----------------------- \| --------------------- \| --------------------- \| --------------------- \| \| 1er \| David Gaudu \| France \| France espoirs \| 3 h 59 min 37 s \| \| 2e \| Edward Ravasi \| Italie \| Italie espoirs \| + 14 s \| \| 3e \| Harm Vanhoucke \| Belgique \| Belgique espoirs \| + 19 s \| \| 4e \| Jhon Anderson Rodríguez \| Colombie \| Colombie espoirs \| + 37 s \| \| 5e \| Michal Schlegel \| Tchéquie \| Tchéquie espoirs \| + 59 s \| \| 6e \| Jai Hindley \| Australie \| Australie espoirs \| + 1 min 43 s \| \| 7e \| Adrien Costa \| États-Unis \| États-Unis espoirs \| + 2 min 00 s \| \| 8e \| Lucas Hamilton \| Australie \| Australie espoirs \| + 2 min 13 s \| \| 9e \| Egan Bernal \| Colombie \| Colombie espoirs \| + 2 min 15 s \| \| 10e \| Michael Storer \| Australie \| Australie espoirs \| + 3 min 09 s \| |                         |            |                    |                 |
| |                         |            |                    |                 |
| Source : ProCyclingStats |                         |            |                    |                 |
| Classement de l'étape |                         |            |                    |                 |
| Coureur | Coureur                 | Pays       | Équipe             | Temps           |
| 1er | David Gaudu             | France     | France espoirs     | 3 h 59 min 37 s |
| 2e | Edward Ravasi           | Italie     | Italie espoirs     | + 14 s          |
| 3e | Harm Vanhoucke          | Belgique   | Belgique espoirs   | + 19 s          |
| 4e | Jhon Anderson Rodríguez | Colombie   | Colombie espoirs   | + 37 s          |
| 5e | Michal Schlegel         | Tchéquie   | Tchéquie espoirs   | + 59 s          |
| 6e | Jai Hindley             | Australie  | Australie espoirs  | + 1 min 43 s    |
| 7e | Adrien Costa            | États-Unis | États-Unis espoirs | + 2 min 00 s    |
| 8e | Lucas Hamilton          | Australie  | Australie espoirs  | + 2 min 13 s    |
| 9e | Egan Bernal             | Colombie   | Colombie espoirs   | + 2 min 15 s    |
| 10e | Michael Storer          | Australie  | Australie espoirs  | + 3 min 09 s    |

| \| Classement général \| Classement général \| Classement général \| Classement général \| Classement général \| \| Coureur \| Coureur \| Pays \| Équipe \| Temps \| \| ------------------ \| ----------------------- \| ------------------ \| ----------------------- \| ------------------ \| \| 1er \| Jhon Anderson Rodríguez \| Colombie \| Colombie espoirs \| 17 h 31 min 04 s \| \| 2e \| David Gaudu \| France \| France espoirs \| + 9 s \| \| 3e \| Edward Ravasi \| Italie \| Italie espoirs \| + 28 s \| \| 4e \| Harm Vanhoucke \| Belgique \| Belgique espoirs \| + 29 s \| \| 5e \| Michal Schlegel \| Tchéquie \| Tchéquie espoirs \| + 45 s \| \| 6e \| Adrien Costa \| États-Unis \| États-Unis espoirs \| + 1 min 13 s \| \| 7e \| Tao Geoghegan Hart \| Royaume-Uni \| Grande-Bretagne espoirs \| + 1 min 58 s \| \| 8e \| Jai Hindley \| Australie \| Australie espoirs \| + 2 min 07 s \| \| 9e \| Michael Storer \| Australie \| Australie espoirs \| + 2 min 14 s \| \| 10e \| Egan Bernal \| Colombie \| Colombie espoirs \| + 2 min 17 s \| |                         |             |                         |                  |
| |                         |             |                         |                  |
| Source : ProCyclingStats |                         |             |                         |                  |
| Classement général |                         |             |                         |                  |
| Coureur | Coureur                 | Pays        | Équipe                  | Temps            |
| 1er | Jhon Anderson Rodríguez | Colombie    | Colombie espoirs        | 17 h 31 min 04 s |
| 2e | David Gaudu             | France      | France espoirs          | + 9 s            |
| 3e | Edward Ravasi           | Italie      | Italie espoirs          | + 28 s           |
| 4e | Harm Vanhoucke          | Belgique    | Belgique espoirs        | + 29 s           |
| 5e | Michal Schlegel         | Tchéquie    | Tchéquie espoirs        | + 45 s           |
| 6e | Adrien Costa            | États-Unis  | États-Unis espoirs      | + 1 min 13 s     |
| 7e | Tao Geoghegan Hart      | Royaume-Uni | Grande-Bretagne espoirs | + 1 min 58 s     |
| 8e | Jai Hindley             | Australie   | Australie espoirs       | + 2 min 07 s     |
| 9e | Michael Storer          | Australie   | Australie espoirs       | + 2 min 14 s     |
| 10e | Egan Bernal             | Colombie    | Colombie espoirs        | + 2 min 17 s     |

### 7eétape
| \| Classement de l'étape \| Classement de l'étape \| Classement de l'étape \| Classement de l'étape \| Classement de l'étape \| \| Coureur \| Coureur \| Pays \| Équipe \| Temps \| \| --------------------- \| --------------------- \| --------------------- \| ----------------------- \| --------------------- \| \| 1er \| Nick Schultz \| Australie \| Australie espoirs \| 3 h 33 min 58 s \| \| 2e \| David Gaudu \| France \| France espoirs \| + 1 min 24 s \| \| 3e \| Jai Hindley \| Australie \| Australie espoirs \| + 1 min 26 s \| \| 4e \| Edward Ravasi \| Italie \| Italie espoirs \| + 1 min 26 s \| \| 5e \| Egan Bernal \| Colombie \| Colombie espoirs \| + 1 min 30 s \| \| 6e \| Adrien Costa \| États-Unis \| États-Unis espoirs \| + 1 min 40 s \| \| 7e \| Matteo Fabbro \| Italie \| Italie espoirs \| + 1 min 40 s \| \| 8e \| Lennard Kämna \| Allemagne \| Allemagne espoirs \| + 2 min 36 s \| \| 9e \| Harm Vanhoucke \| Belgique \| Belgique espoirs \| + 2 min 39 s \| \| 10e \| Tao Geoghegan Hart \| Royaume-Uni \| Grande-Bretagne espoirs \| + 2 min 45 s \| |                    |             |                         |                 |
| |                    |             |                         |                 |
| Source : ProCyclingStats |                    |             |                         |                 |
| Classement de l'étape |                    |             |                         |                 |
| Coureur | Coureur            | Pays        | Équipe                  | Temps           |
| 1er | Nick Schultz       | Australie   | Australie espoirs       | 3 h 33 min 58 s |
| 2e | David Gaudu        | France      | France espoirs          | + 1 min 24 s    |
| 3e | Jai Hindley        | Australie   | Australie espoirs       | + 1 min 26 s    |
| 4e | Edward Ravasi      | Italie      | Italie espoirs          | + 1 min 26 s    |
| 5e | Egan Bernal        | Colombie    | Colombie espoirs        | + 1 min 30 s    |
| 6e | Adrien Costa       | États-Unis  | États-Unis espoirs      | + 1 min 40 s    |
| 7e | Matteo Fabbro      | Italie      | Italie espoirs          | + 1 min 40 s    |
| 8e | Lennard Kämna      | Allemagne   | Allemagne espoirs       | + 2 min 36 s    |
| 9e | Harm Vanhoucke     | Belgique    | Belgique espoirs        | + 2 min 39 s    |
| 10e | Tao Geoghegan Hart | Royaume-Uni | Grande-Bretagne espoirs | + 2 min 45 s    |

| \| Classement général \| Classement général \| Classement général \| Classement général \| Classement général \| \| Coureur \| Coureur \| Pays \| Équipe \| Temps \| \| ------------------ \| ------------------ \| ------------------ \| ----------------------- \| ------------------ \| \| 1er \| David Gaudu \| France \| France espoirs \| 21 h 06 min 35 s \| \| 2e \| Edward Ravasi \| Italie \| Italie espoirs \| + 21 s \| \| 3e \| Adrien Costa \| États-Unis \| États-Unis espoirs \| + 1 min 20 s \| \| 4e \| Harm Vanhoucke \| Belgique \| Belgique espoirs \| + 1 min 35 s \| \| 5e \| Michal Schlegel \| Tchéquie \| Tchéquie espoirs \| + 1 min 57 s \| \| 6e \| Jai Hindley \| Australie \| Australie espoirs \| + 2 min 00 s \| \| 7e \| Egan Bernal \| Colombie \| Colombie espoirs \| + 2 min 14 s \| \| 8e \| Tao Geoghegan Hart \| Royaume-Uni \| Grande-Bretagne espoirs \| + 3 min 10 s \| \| 9e \| Matteo Fabbro \| Italie \| Italie espoirs \| + 4 min 03 s \| \| 10e \| Michael Storer \| Australie \| Australie espoirs \| + 4 min 42 s \| |                    |             |                         |                  |
| |                    |             |                         |                  |
| Source : ProCyclingStats |                    |             |                         |                  |
| Classement général |                    |             |                         |                  |
| Coureur | Coureur            | Pays        | Équipe                  | Temps            |
| 1er | David Gaudu        | France      | France espoirs          | 21 h 06 min 35 s |
| 2e | Edward Ravasi      | Italie      | Italie espoirs          | + 21 s           |
| 3e | Adrien Costa       | États-Unis  | États-Unis espoirs      | + 1 min 20 s     |
| 4e | Harm Vanhoucke     | Belgique    | Belgique espoirs        | + 1 min 35 s     |
| 5e | Michal Schlegel    | Tchéquie    | Tchéquie espoirs        | + 1 min 57 s     |
| 6e | Jai Hindley        | Australie   | Australie espoirs       | + 2 min 00 s     |
| 7e | Egan Bernal        | Colombie    | Colombie espoirs        | + 2 min 14 s     |
| 8e | Tao Geoghegan Hart | Royaume-Uni | Grande-Bretagne espoirs | + 3 min 10 s     |
| 9e | Matteo Fabbro      | Italie      | Italie espoirs          | + 4 min 03 s     |
| 10e | Michael Storer     | Australie   | Australie espoirs       | + 4 min 42 s     |

### 8eétape
| \| Classement de l'étape \| Classement de l'étape \| Classement de l'étape \| Classement de l'étape \| Classement de l'étape \| \| Coureur \| Coureur \| Pays \| Équipe \| Temps \| \| --------------------- \| --------------------- \| --------------------- \| ----------------------- \| --------------------- \| \| 1er \| Neilson Powless \| États-Unis \| États-Unis espoirs \| 2 h 25 min 00 s \| \| 2e \| Lucas Hamilton \| Australie \| Australie espoirs \| + 9 s \| \| 3e \| David Gaudu \| France \| France espoirs \| + 16 s \| \| 4e \| Adrien Costa \| États-Unis \| États-Unis espoirs \| + 19 s \| \| 5e \| Edward Ravasi \| Italie \| Italie espoirs \| + 19 s \| \| 6e \| Michael Storer \| Australie \| Australie espoirs \| + 24 s \| \| 7e \| Egan Bernal \| Colombie \| Colombie espoirs \| + 48 s \| \| 8e \| Léo Vincent \| France \| France espoirs \| + 1 min 19 s \| \| 9e \| Alex Aranburu \| Espagne \| Espagne espoirs \| + 1 min 22 s \| \| 10e \| Tao Geoghegan Hart \| Royaume-Uni \| Grande-Bretagne espoirs \| + 1 min 22 s \| |                    |             |                         |                 |
| |                    |             |                         |                 |
| Source : ProCyclingStats |                    |             |                         |                 |
| Classement de l'étape |                    |             |                         |                 |
| Coureur | Coureur            | Pays        | Équipe                  | Temps           |
| 1er | Neilson Powless    | États-Unis  | États-Unis espoirs      | 2 h 25 min 00 s |
| 2e | Lucas Hamilton     | Australie   | Australie espoirs       | + 9 s           |
| 3e | David Gaudu        | France      | France espoirs          | + 16 s          |
| 4e | Adrien Costa       | États-Unis  | États-Unis espoirs      | + 19 s          |
| 5e | Edward Ravasi      | Italie      | Italie espoirs          | + 19 s          |
| 6e | Michael Storer     | Australie   | Australie espoirs       | + 24 s          |
| 7e | Egan Bernal        | Colombie    | Colombie espoirs        | + 48 s          |
| 8e | Léo Vincent        | France      | France espoirs          | + 1 min 19 s    |
| 9e | Alex Aranburu      | Espagne     | Espagne espoirs         | + 1 min 22 s    |
| 10e | Tao Geoghegan Hart | Royaume-Uni | Grande-Bretagne espoirs | + 1 min 22 s    |

## Classements finals

### Classement général
| \| Classement général \| Classement général \| Classement général \| Classement général \| Classement général \| \| Coureur \| Coureur \| Pays \| Équipe \| Temps \| \| ------------------ \| ------------------ \| ------------------ \| ----------------------- \| ------------------ \| \| 1er \| David Gaudu \| France \| France espoirs \| 23 h 31 min 51 s \| \| 2e \| Edward Ravasi \| Italie \| Italie espoirs \| + 24 s \| \| 3e \| Adrien Costa \| États-Unis \| États-Unis espoirs \| + 1 min 23 s \| \| 4e \| Egan Bernal \| Colombie \| Colombie espoirs \| + 2 min 46 s \| \| 5e \| Jai Hindley \| Australie \| Australie espoirs \| + 3 min 09 s \| \| 6e \| Tao Geoghegan Hart \| Royaume-Uni \| Grande-Bretagne espoirs \| + 4 min 16 s \| \| 7e \| Michael Storer \| Australie \| Australie espoirs \| + 4 min 50 s \| \| 8e \| Michal Schlegel \| Tchéquie \| Tchéquie espoirs \| + 5 min 15 s \| \| 9e \| Harm Vanhoucke \| Belgique \| Belgique espoirs \| + 6 min 39 s \| \| 10e \| Cristian Rodríguez \| Espagne \| Espagne espoirs \| + 8 min 34 s \| \| 11e \| Pavel Sivakov \| Russie \| Russie espoirs \| + 9 min 51 s \| \| 12e \| Artem Nych \| Russie \| Russie espoirs \| + 10 min 24 s \| \| 13e \| Matteo Fabbro \| Italie \| Italie espoirs \| + 10 min 51 s \| \| 14e \| Antwan Tolhoek \| Pays-Bas \| Pays-Bas espoirs \| + 13 min 29 s \| \| 15e \| Markus Freiberger \| Autriche \| Autriche espoirs \| + 16 min 09 s \| |                    |             |                         |                  |
| |                    |             |                         |                  |
| Source : ProCyclingStats |                    |             |                         |                  |
| Classement général |                    |             |                         |                  |
| Coureur | Coureur            | Pays        | Équipe                  | Temps            |
| 1er | David Gaudu        | France      | France espoirs          | 23 h 31 min 51 s |
| 2e | Edward Ravasi      | Italie      | Italie espoirs          | + 24 s           |
| 3e | Adrien Costa       | États-Unis  | États-Unis espoirs      | + 1 min 23 s     |
| 4e | Egan Bernal        | Colombie    | Colombie espoirs        | + 2 min 46 s     |
| 5e | Jai Hindley        | Australie   | Australie espoirs       | + 3 min 09 s     |
| 6e | Tao Geoghegan Hart | Royaume-Uni | Grande-Bretagne espoirs | + 4 min 16 s     |
| 7e | Michael Storer     | Australie   | Australie espoirs       | + 4 min 50 s     |
| 8e | Michal Schlegel    | Tchéquie    | Tchéquie espoirs        | + 5 min 15 s     |
| 9e | Harm Vanhoucke     | Belgique    | Belgique espoirs        | + 6 min 39 s     |
| 10e | Cristian Rodríguez | Espagne     | Espagne espoirs         | + 8 min 34 s     |
| 11e | Pavel Sivakov      | Russie      | Russie espoirs          | + 9 min 51 s     |
| 12e | Artem Nych         | Russie      | Russie espoirs          | + 10 min 24 s    |
| 13e | Matteo Fabbro      | Italie      | Italie espoirs          | + 10 min 51 s    |
| 14e | Antwan Tolhoek     | Pays-Bas    | Pays-Bas espoirs        | + 13 min 29 s    |
| 15e | Markus Freiberger  | Autriche    | Autriche espoirs        | + 16 min 09 s    |

## Évolution des classements
| Étape              | Vainqueur               | Classement général      | Classement par points | Classement de la montagne | Classement par équipes |
| ------------------ | ----------------------- | ----------------------- | --------------------- | ------------------------- | ---------------------- |
| 1                  | Vincenzo Albanese       | Vincenzo Albanese       | Vincenzo Albanese     | Vincenzo Albanese         | Italie                 |
| 2                  | Amund Grøndahl Jansen   | Amund Grøndahl Jansen   | Amund Grøndahl Jansen | Vincenzo Albanese         | Norvège                |
| 3                  | Kristoffer Halvorsen    | Amund Grøndahl Jansen   | Amund Grøndahl Jansen | David Per                 | Norvège                |
| 4                  | Adrien Costa            | Amund Grøndahl Jansen   | Amund Grøndahl Jansen | David Per                 | Allemagne              |
| 5                  | Jhon Anderson Rodríguez | Nico Denz               | Amund Grøndahl Jansen | Jhon Anderson Rodríguez   | Allemagne              |
| 6                  | David Gaudu             | Jhon Anderson Rodríguez | Amund Grøndahl Jansen | Jhon Anderson Rodríguez   | Australie              |
| 7                  | Nick Schultz            | David Gaudu             | Vincenzo Albanese     | Jhon Anderson Rodríguez   | Australie              |
| 8                  | Neilson Powless         | David Gaudu             | Vincenzo Albanese     | Lucas Hamilton            | Australie              |
| Classements finals | Classements finals      | David Gaudu             | Vincenzo Albanese     | Lucas Hamilton            | Australie              |